# 防衛隊
防衛隊（ぼうえいたい）とは、第二次世界大戦後期の日本で地域防衛のため現地在住の男性により組織された軍事集団の総称。在郷軍人会が中核となった義勇隊と、防衛召集された陸海軍将兵という性格の異なった2種類を含んでいる。特に沖縄戦に参加したものを指すことが多い。

## 種類
「防衛隊」と呼ばれる組織の第一は、在郷軍人会が会員の在郷軍人（予備役）により組織した義勇兵部隊である。法令上の根拠を持たない自主的な民間団体の形式であるが、その設立は日本陸軍による要請に基づいたものであった。1943年（昭和18年）7月頃から在郷軍人会側での検討が始まり、サイパンの戦いにおける日本軍敗北により本土地上戦の危険が増大したことを受けて、1944年（昭和19年）7月頃から急速に具体化された。7月の沖縄県での防衛隊結成を皮切りに、8月下旬から9月には防衛隊設立を支援するため師団兵務部長や連隊区司令官がそれぞれ全国会合を開き、9月11日に全国で防衛隊の結成式が行われた。日常の活動としては毎月1日・11日・21日に暁天行事が開催された。1945年（昭和20年）3月以降、本土決戦準備が本格化して防衛召集による地区特設警備隊や国民戦闘組織たる国民義勇戦闘隊の準備が進んだのに伴い、発展的に解消されていった。なお、#沖縄戦での編成経過で後述するように八重山列島では1933年（昭和8年）に在郷軍人会の分会により義勇隊が組織されているが、沖縄全島への広まりは無く、後の在郷軍人会防衛隊と直接の関連は無い。
第二に、特に沖縄戦関連で「防衛隊」と通称されるのは、防衛召集された陸海軍兵士のことである。1942年（昭和17年）9月の兵役法施行規則改正と陸軍省が省令で制定した「陸軍防衛召集規則」（昭和17年陸軍省令第53号）は、徴兵による労働力減少を避けつつ日本本土の防衛強化を図るため、地域所在の予備役を緊急時にのみ軍隊に召集する防衛召集の制度を創設した。その後の改正で、予備役外の国民兵役の17-45歳の男性まで対象を拡張した。海軍でも「海軍防衛召集規則」（昭和19年海軍省令第20号）が後れて制定されている。召集令状が「赤紙」と呼ばれたのに対し、防衛召集を予定する国民に対しては「青紙」と呼ばれる待命令状があらかじめ交付されていた。防衛召集者を主体とする特設警備隊が編成されたほか、戦力補強のため通常の陸軍部隊へ防衛召集者が配属されることもあった。本来は空襲時の避難誘導や沿岸等の警備、軍事施設の建築が主任務であったが、沖縄戦では兵力不足を補う補助戦闘部隊としても活動した。
以上の2つは、それぞれ義勇兵と正規軍で、法令上の根拠の有無により明確に区別される。構成員も、在郷軍人会防衛隊が兵員として教育済みの予備役から成ったのに対し、防衛召集は末期には第二国民兵役まで含む未訓練の人員を対象にした点で異なる。在郷軍人会の義勇兵のみを「防衛隊」と呼び、防衛召集によるものは「防衛召集兵」として用語を区別する研究者もある。ただし、沖縄では1945年には両者の区別があいまいとなっており、住民証言の中で「防衛隊」と呼ばれているのもほとんど防衛召集兵のことであると考えられる。

## 沖縄戦での編成経過
太平洋戦争時の沖縄では、在郷軍人会防衛隊の組織と22000-25000人の防衛召集が実施され、防衛隊と呼ばれた。
太平洋戦争勃発前の沖縄県には、徴兵事務を管理する沖縄連隊区司令部（第6師団管轄）が置かれていた程度で、ほとんど日本軍部隊が展開していなかった。荒木貞夫第6師団長など無防備な状況を危惧する者もあり、1933年（昭和8年）1月に八重山列島で、荒木や在郷軍人会分会長の熱意により在郷軍人を主力とする義勇隊が組織された。しかし、沖縄全島へ広まることは無かった。1934年（昭和9年）には連隊区司令官石井虎雄大佐が、在郷軍人会を基幹として中等学校生徒を加えた義勇隊31個中隊（銃3560丁）の創設を私案として具申したが、これも実現しなかった。
太平洋戦争勃発後、沖縄では、1944年7月に全国に先駆けて在郷軍人会防衛隊が組織された。7月10日頃に在郷軍人会沖縄支部で設立され、各市町村単位で中隊を編成、第32軍の援助下で訓練などを行った。防衛召集本格化など根こそぎ動員により構成員である在郷軍人が減ったが、防衛召集者と混然となった状態で戦力化の努力も続けられ、正規軍部隊の有力な補助として活用された。
一方、沖縄での防衛召集は、1944年1-3月に始まり、本格的なものは同年10月以降3次に分かれて進行した。記録上で最も早いのは、1944年1月の石垣島での特設警備隊の一種である特設警備中隊2個の編成で、3月にも沖縄本島や石垣島など各地で特設警備中隊が編成された。同年6月に飛行場建設を目的に特設警備工兵隊が編成され、同年10月以降の戦闘部隊も投入した飛行場建設促進の中でさらなる防衛召集が進んだ。第3次は1945年1-3月に関東地方への機動部隊空襲（ジャンボリー作戦）により情勢が緊迫する中で行われた大量召集で、沖縄守備隊から除かれた第9師団の穴埋めを目的とした戦闘要員としての召集であった。1944年7月頃までは、増援部隊の沖縄到着と交代で召集解除されるなど緊急時に限った制度に沿う運用だったが、末期には根こそぎ動員状態であった。
沖縄での防衛召集の実態は、住民の証言などによると末期には本来の防衛召集制度から大きく離れた面も見られた。実戦では、在郷軍人会防衛隊と混同されつつ、ゲリラ戦目的の遊撃隊の編成に充てられるなど警備を越えた戦闘任務へしばしば投入された。手続き的にも召集令状や召集待命令状の交付が省略されることがあり、軍からの通牒を受けた役場が村長などの名で通知を発するだけで代用されたり、召集権限を持たないはずの連隊長級未満の現地部隊指揮官が略式命令で召集を行ったりしていた。口頭の命令だけで召集された者もいる。召集対象者も、本来の対象年齢を外れて16歳や45歳以上の男性まで防衛召集名目で集められている。階級を付与しないまま部隊と行動したり、いきなり一等兵として扱った例も見られた。

## 沖縄戦における実戦運用と評価
沖縄戦では防衛召集兵22000-25000人のうち、約13000人が戦死した。成人を中心とした防衛隊は、同じ沖縄戦に参加した中等学校の男子生徒による鉄血勤皇隊や、ひめゆり学徒隊などの女子生徒動員に比べて、知名度が低い。しかし、動員数でも戦死者数でもこれらを上回っている。
沖縄戦での防衛隊はアメリカ軍上陸まで軍事訓練などはほとんどなく、武器も非常に不足していた。防衛召集により部隊配属後、基本的には軍服が支給されたが、ワラジ履きの者もいた。雨具の不足で蓑と笠を身につけて作業することもあり、自嘲して「ミノカサ部隊」と称した。銃器等の支給も限られており、支給された竹槍を研く姿を「ボーヒータイ（棒兵隊）」と自嘲した。兵役経験のない未教育者がほとんどであり、受け入れ部隊側では最低限の能力付与のため教育に苦心した。しかし、大本営が戦略変更するたびに陣地変更を余儀なくされ、正規兵ですら飛行場建設や陣地構築の土木作業に明け暮れる沖縄の第32軍において、防衛隊は満足な教育訓練を受けることもなく土木作業をするうちにアメリカ軍の上陸を迎える結果になった。土木等の戦闘補助任務に終始して、教育を全く受けられなかった者もいる。福地曠昭は、令状もなく召集されて教育訓練をまったく受けず、数個の手榴弾と竹槍を渡されただけの防衛隊員は、なんら民間人と変わるものではなかったと評している。
『沖縄作戦における沖縄島民の行動に関する史実資料』によれば、上述のとおり装備も訓練も不十分な状態の防衛召集者は、例外的に素質優秀な者を戦闘員の補充に回し、基本的には土木作業などに投入され、直接の戦力にはあまりならなかったという。ただ、ゲリラ戦目的の遊撃隊に配属されるなど、従軍者の証言によれば直接的な戦闘任務にもしばしば参加し、あるいは直接戦闘に参加しないまでも最前線の部隊に同行して戦闘補助任務を担っていたとみられる。軍の主力に代わり上陸地点での最前線の迎撃に充てられた特設第1連隊（約半数が防衛召集者）のような例もある。損害状況について『沖縄作戦における沖縄島民の行動に関する史実資料』は、「戦死者の多くは戦闘末期に南部で無意味に右往左往している間に、敵に遭遇し、或いは、艦砲射撃の犠牲となって発生した。教育不十分・素質不良の人員が多く、経験や能力の不足から部隊組織が一度崩れると再建不能に陥ってしまう傾向があった。」と分析する。
防衛召集されて軍人となっても家族が心配で、夜間の無断行動で食糧を家族へ届ける者や、部隊が損害を受けて組織的行動が難しくなると解散命令のないまま家族のところへ帰ってしまう者、生き残るために意図的に捕虜になる者が散見された。敗北が明らかだと考えて、死ぬのは惜しいと脱走する者も多かった。本土出身者への反発で、本土出身の兵に集団で暴力をふるった例もあった。
沖縄戦における海軍部隊指揮官だった大田実海軍中将は、「私が知る限り、県民は青年・壮年が全員残らず進んで防衛召集に応募した」と海軍次官あての決別電報で言及している。